# Сима Катић (грађевински инжењер)
Сима Катић (Црквенац код Свилајнца, 10. јул 1865 — Сокобања, 27. јун 1913) био је истакнути грађевински инжењер.
Сима је син политичара Димитрија Катића. По завршетку Грађевинског факултета у Минхену, био је технички директор Сењског рудника, а пројектовао је и пругу од Ћуприје до Равне Реке, односно од Марковца до Ресавице, као и четири моста на Морави, од Свилајнца до Ћуприје. Биран за посланика, на листи радикала, за Моравски округ, а у првом мандату 1903, био потпредседник Народне скупштине. Као мајор инжењерије српске војске, учествовао је у Балканском рату.